# Federico Ulrico di Brunswick-Lüneburg
Federico Ulrico di Brunswick-Lüneburg (Wolfenbüttel, 5 aprile 1591 – Brunswick, 11 agosto 1634) fu duca di Brunswick-Lüneburg e principe di Wolfenbüttel dal 1613 fino alla sua morte.

## Biografia
Era figlio di Enrico Giulio di Brunswick-Lüneburg e Elisabetta di Danimarca. Studiò all'Università di Helmstedt e all'Università di Tubinga, e divenne duca reggente alla morte del padre nel 1613. Nel 1615, Federico Ulrico venne coinvolto nella rivolta popolare della città di Brunswick, che si era mostrata riluttante a riconoscere la sua reggenza.
Tra il 1616 ed il 1622, venne di fatto deposto dalla madre, Elisabetta, salita al trono con l'aiuto del fratello, il Re Cristiano IV di Danimarca, a causa dei problemi di alcolismo del giovane duca; gli affari di governo furono guidati da Anton von Streithorst, il quale rovinò l'economia dello stato creando inflazione. A causa della pessima situazione dello stato, Cristiano ridiede il controllo della città nuovamente a Federico Ulrico. Con l'aiuto della nobiltà di stato, egli riottenne il controllo del governo..
A causa delle continue indecisioni e dell'indolenza di Federico Ulrico, Brunswick venne pesantemente provata dalla Guerra dei Trent'anni — dalle forze cattoliche di Giovanni di Tilly e di Gottfried Heinrich di Pappenheim e dalle forze protestanti di Cristiano di Danimarca e di Gustavo II Adolfo di Svezia. Il duca perse gran parte dei propri territori nell'ambito di questi scontri. Morì a seguito di una ferita nel 1634.

### Matrimonio
Federico Ulrico sposò Anna Sofia (1598-1659), figlia di Giovanni Sigismondo di Brandeburgo, nel 1614. La coppia non ebbe eredi. Federico Ulrico tentò di intavolare una causa di divorzio da Anna Sofia, ma egli morì prima che le pratiche venissero completate. Anna Sofia trascorse la propria vedovanza a Schöningen, dove egli fondò e rinnovò una scuola, l'Anna-Sophianeum.

## Ascendenza
|                                                                                          |                                    |                                                         | Genitori                                               |  |  | Nonni |  |  | Bisnonni                                            |  |  | Trisnonni                                              |  |
|                                                                                          |                                    |                                                         |                                                        |  |  |       |  |  | 8. Enrico V, XIV principe di Brunswick-Wolfenbüttel |  |  | 16. Enrico IV, XIII principe di Brunswick-Wolfenbüttel |  |
|                                                                                          |                                    |                                                         |                                                        |  |  |       |  |  | 8. Enrico V, XIV principe di Brunswick-Wolfenbüttel |  |  | 16. Enrico IV, XIII principe di Brunswick-Wolfenbüttel |  |
|                                                                                          |                                    | 17. Caterina di Pomerania-Wolgast                       |                                                        |  |  |       |  |  | 8. Enrico V, XIV principe di Brunswick-Wolfenbüttel |  |  |                                                        |  |
| 4. Giulio, XV principe di Brunswick-Wolfenbüttel e VI principe di Calenberg              |                                    |                                                         |                                                        |  |  |       |  |  | 8. Enrico V, XIV principe di Brunswick-Wolfenbüttel |  |  |                                                        |  |
|                                                                                          |                                    | 9. Maria di Württemberg-Mömpelgard                      | 18. Enrico, I conte di Württemberg-Mömpelgard          |  |  |       |  |  |                                                     |  |  |                                                        |  |
|                                                                                          |                                    | 9. Maria di Württemberg-Mömpelgard                      | 18. Enrico, I conte di Württemberg-Mömpelgard          |  |  |       |  |  |                                                     |  |  |                                                        |  |
|                                                                                          |                                    | 9. Maria di Württemberg-Mömpelgard                      | 19. Eva di Salm                                        |  |  |       |  |  |                                                     |  |  |                                                        |  |
| 2. Enrico Giulio, XVI principe di Brunswick-Wolfenbüttel e VII principe di Calenberg     |                                    | 9. Maria di Württemberg-Mömpelgard                      |                                                        |  |  |       |  |  |                                                     |  |  |                                                        |  |
|                                                                                          |                                    | 10. Gioacchino II, XII principe elettore di Brandeburgo | 20. Gioacchino I, XI principe elettore di Brandeburgo  |  |  |       |  |  |                                                     |  |  |                                                        |  |
|                                                                                          |                                    | 10. Gioacchino II, XII principe elettore di Brandeburgo | 20. Gioacchino I, XI principe elettore di Brandeburgo  |  |  |       |  |  |                                                     |  |  |                                                        |  |
|                                                                                          |                                    | 10. Gioacchino II, XII principe elettore di Brandeburgo | 21. Elisabetta di Danimarca                            |  |  |       |  |  |                                                     |  |  |                                                        |  |
| 5. Edvige di Brandeburgo                                                                 |                                    | 10. Gioacchino II, XII principe elettore di Brandeburgo |                                                        |  |  |       |  |  |                                                     |  |  |                                                        |  |
|                                                                                          |                                    | 11. Edvige di Polonia                                   | 22. Sigismondo I, re di Polonia e granduca di Lituania |  |  |       |  |  |                                                     |  |  |                                                        |  |
|                                                                                          |                                    | 11. Edvige di Polonia                                   | 22. Sigismondo I, re di Polonia e granduca di Lituania |  |  |       |  |  |                                                     |  |  |                                                        |  |
|                                                                                          |                                    | 11. Edvige di Polonia                                   | 23. Barbara Zápolya                                    |  |  |       |  |  |                                                     |  |  |                                                        |  |
| 1. Federico Ulrico, XVII principe di Brunswick-Wolfenbüttel e VIII principe di Calenberg |                                    | 11. Edvige di Polonia                                   |                                                        |  |  |       |  |  |                                                     |  |  |                                                        |  |
|                                                                                          | 12. Cristiano III, re di Danimarca | 24. Federico I, re di Danimarca                         |                                                        |  |  |       |  |  |                                                     |  |  |                                                        |  |
|                                                                                          | 12. Cristiano III, re di Danimarca | 24. Federico I, re di Danimarca                         |                                                        |  |  |       |  |  |                                                     |  |  |                                                        |  |
|                                                                                          | 12. Cristiano III, re di Danimarca | 25. Anna di Brandeburgo                                 |                                                        |  |  |       |  |  |                                                     |  |  |                                                        |  |
| 6. Federico II, re di Danimarca                                                          | 12. Cristiano III, re di Danimarca |                                                         |                                                        |  |  |       |  |  |                                                     |  |  |                                                        |  |
|                                                                                          |                                    | 13. Dorotea di Sassonia-Lauenburg                       | 26. Magnus I, IV duca di Sassonia-Lauenburg            |  |  |       |  |  |                                                     |  |  |                                                        |  |
|                                                                                          |                                    | 13. Dorotea di Sassonia-Lauenburg                       | 26. Magnus I, IV duca di Sassonia-Lauenburg            |  |  |       |  |  |                                                     |  |  |                                                        |  |
|                                                                                          |                                    | 13. Dorotea di Sassonia-Lauenburg                       | 27. Caterina di Brunswick-Wolfenbüttel                 |  |  |       |  |  |                                                     |  |  |                                                        |  |
| 3. Elisabetta di Danimarca                                                               |                                    | 13. Dorotea di Sassonia-Lauenburg                       |                                                        |  |  |       |  |  |                                                     |  |  |                                                        |  |
|                                                                                          |                                    | 14. Ulrico III, II duca di Meclemburgo-Güstrow          | 28. Alberto VII, I duca di Meclemburgo-Güstrow         |  |  |       |  |  |                                                     |  |  |                                                        |  |
|                                                                                          |                                    | 14. Ulrico III, II duca di Meclemburgo-Güstrow          | 28. Alberto VII, I duca di Meclemburgo-Güstrow         |  |  |       |  |  |                                                     |  |  |                                                        |  |
|                                                                                          |                                    | 14. Ulrico III, II duca di Meclemburgo-Güstrow          | 29. Anna di Brandeburgo                                |  |  |       |  |  |                                                     |  |  |                                                        |  |
| 7. Sofia di Meclemburgo-Güstrow                                                          |                                    | 14. Ulrico III, II duca di Meclemburgo-Güstrow          |                                                        |  |  |       |  |  |                                                     |  |  |                                                        |  |
|                                                                                          |                                    | 15. Elisabetta di Danimarca                             | 30. Federico I, re di Danimarca (= 24)                 |  |  |       |  |  |                                                     |  |  |                                                        |  |
|                                                                                          |                                    | 15. Elisabetta di Danimarca                             | 30. Federico I, re di Danimarca (= 24)                 |  |  |       |  |  |                                                     |  |  |                                                        |  |
|                                                                                          |                                    | 15. Elisabetta di Danimarca                             | 31. Sofia di Pomerania                                 |  |  |       |  |  |                                                     |  |  |                                                        |  |
|                                                                                          |                                    | 15. Elisabetta di Danimarca                             |                                                        |  |  |       |  |  |                                                     |  |  |                                                        |  |